# Berta d'Holanda
Berta d'Holanda o Berta de Frísia (±1055 – Montreuil-sur-Mer, Regne de França, 30 de juliol de 1093) fou reina consort de França de 1072 a1092.
Era la filla petita del comte Florenci I de Frísia Occidental i de Gertruda de Saxònia. Era neta per línia materna del duc Bernat II de Saxònia de la nissaga dels Billung.
Quan el pare va morir assassinat, molt probablement instigat pel bisbe d'Utrecht, el 1061, la seva mare es casà de nou amb Robert I de Flandes, i els seus tres fills van passar sota la tutela del padrastre. El 1071, Robert I va combatre Arnolf I de Flandes, un aliat del rei de França, i esdevenir comte de Flandes. El 1072 Robert I va concloure un tractat de pau amb el rei Felip I de França, i com va fer en altres casos, Robert va fer servir la seva família com moneda de canvi per conciliar-se amb els seus enemics. Així Berta va haver de casar-se el 1072 amb Felip I de França.
Van tenir tres fills
- Lluís VI de França, el «gras» (1081-1137), rei de França
- Constança de França (després de 1081 – v. 1125), casada vers el 1097 amb Hug de Blois i posteriorment el 1106 amb Bohemon I d'Antioquia
- Enric de França (1083, mort jove)

El 1092 Felip I repudià Berta d'Holanda i va tornar a casar-se amb Bertrada de Montfort. Segons els cronistes, el rei lúbric l'hauria trobada massa grassa, per és molt més probable que la va repudiar per a raons polítiques, un costum molt comú en aquesta època. Fou confinada pel rei francès al castell de Montreuil-sur-Mer on morí l'any 1094.